# Fundação Fernando Leite Couto

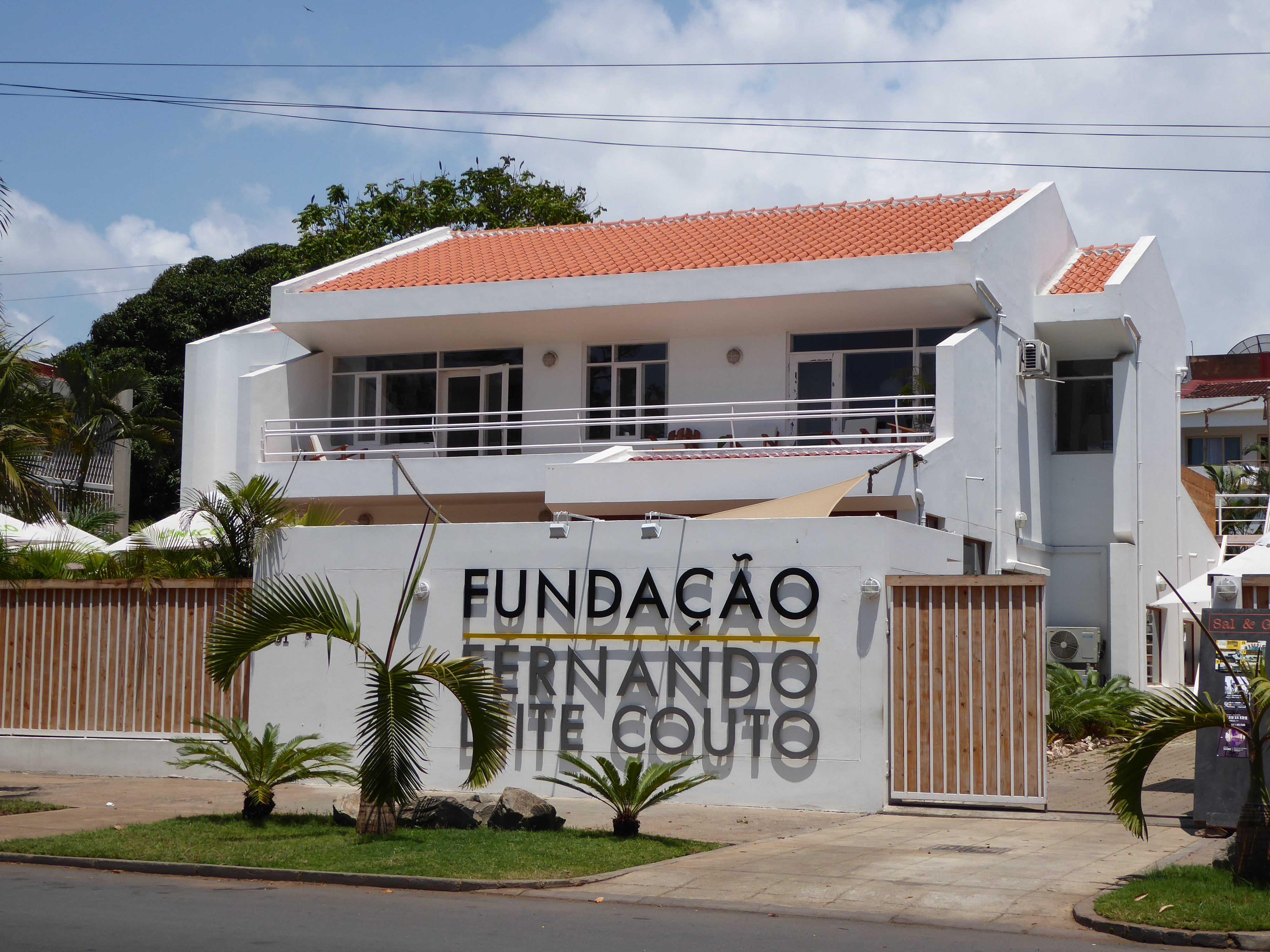
Fundação Fernando Leite Couto, in der Avenida Kim-Il Sung 961 im Maputoer Stadtteil Sommerschield

Die Fundação Fernando Leite Couto, zu Deutsch „Stiftung Fernando Leite Couto“, ist eine Stiftung und Kulturzentrum in der mosambikanischen Hauptstadt Maputo. Die 2015 gegründete Stiftung ist nach dem portugiesisch-mosambikanischen Schriftsteller Fernando Leite Couto benannt und befindet sich in der Avenida Kim-Il Sung 961 im Stadtteil Sommerschield in einem von Pancho Guedes entworfenem Wohnhaus.
2015 gründete Mia Couto, einer der bekanntesten Schriftsteller Mosambiks, die Fundação Fernando Leite Couto mit dem Ansinnen Kunst, Kultur und Literatur Mosambiks zu fördern und dieser in der mosambikanischen Hauptstadt Maputo einen Raum zu geben. Das Haus wurde am 15. April 2015 von den drei Kindern des Namensgebers Fernando Leite Couto, Mia, Fernando Amado und Armando Jorge eröffnet. Neben einem vielfältigen monatlichen Veranstaltungsangebot, plant die Stiftung auch Preise und Stipendien zu vergeben sowie insbesondere neue und junge Autoren zu fördern.
Neben einer Bibliothek und einem kleinen Café wird die Stiftung vor allem für Veranstaltungen – Konzerte, Lesungen, Ausstellungen – genutzt. Zahlreiche Künstler, Musiker und Fotografen traten bereits in den Räumen der Stiftung auf. Mia Couto präsentierte in den Räumen auch seine Neuveröffentlichungen vor. Inzwischen hat sich die Fundação Fernando Leite Couto zu einem der wichtigsten kulturellen Räume in der mosambikanischen Hauptstadt entwickelt.